# Toboggan d'évacuation
 (mars 2015).
Si vous disposez d'ouvrages ou d'articles de référence ou si vous connaissez des sites web de qualité traitant du thème abordé ici, merci de compléter l'article en donnant les références utiles à sa vérifiabilité et en les liant à la section « Notes et références ».
Un toboggan d’évacuation est un dispositif gonflable utilisé pour évacuer un avion rapidement en cas d’incident. Un toboggan d'évacuation est nécessaire sur tous les appareils commerciaux où la hauteur du seuil de porte est telle que, en cas d'évacuation, les passagers ne seraient pas en mesure de sauter depuis ce dernier indemnes.
La Federal Aviation Administration (FAA) exige ainsi de tels dispositifs sur tous les appareils dont le seuil de porte se situe à plus de 6 pieds soit (1,83 m) du sol.
L’évacuation d’un avion devant se faire en moins de 90 secondes avec seulement la moitié des issues disponibles aléatoirement, le gonflage et la mise en place de ces dispositifs doivent être très rapides. Ainsi, la plupart des avions de ligne affichent des temps de déploiement d’environ cinq secondes.

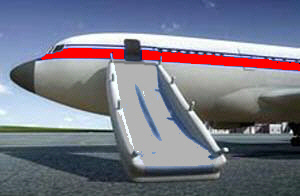
Toboggan d’évacuation déployé sur un Hawker Siddeley Trident.

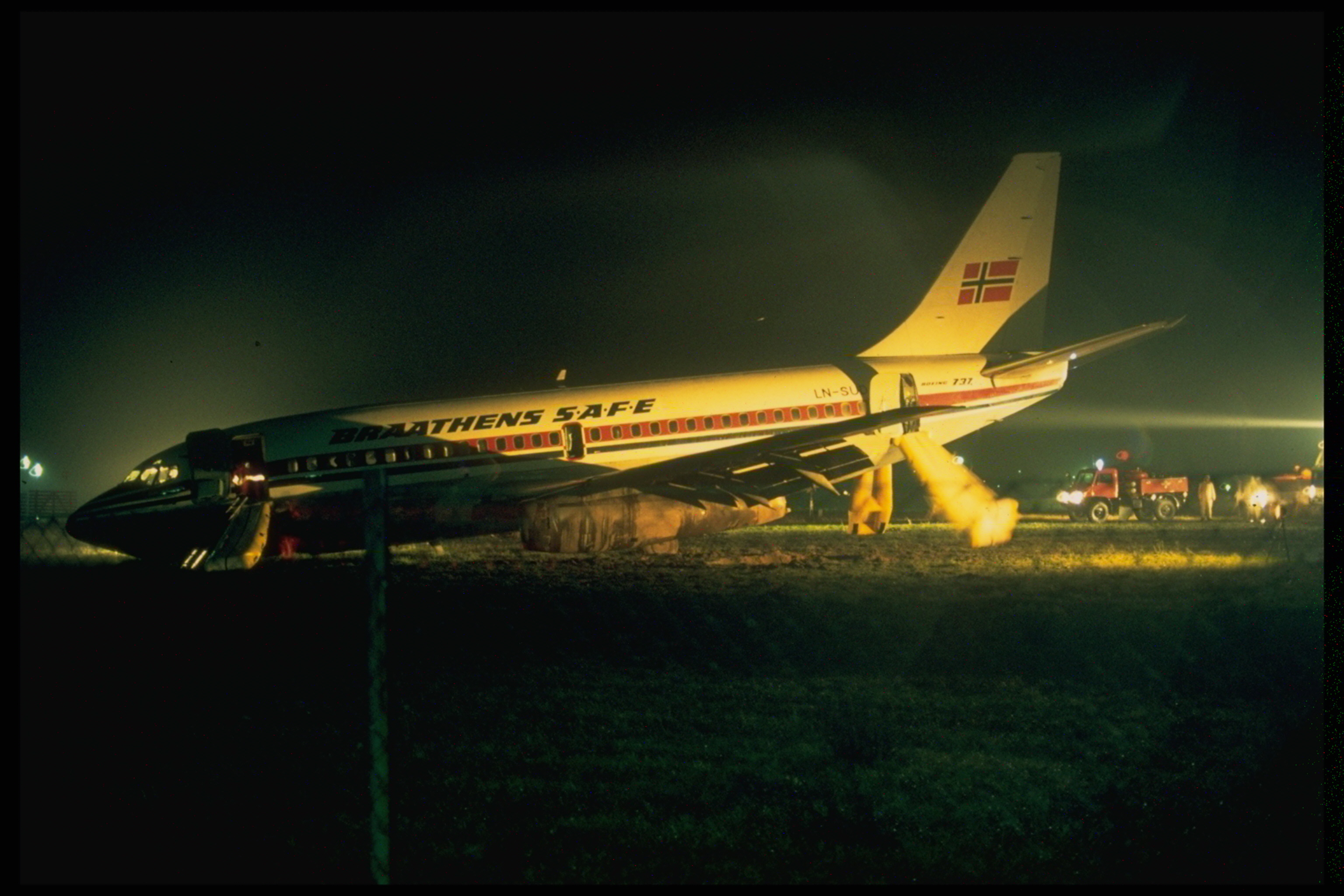
Braathens SAFE Boeing 737-205 LN-SUD après un accident à l'atterrissage à l'aéroport de Kristiansand, Kjevik, en 1977.

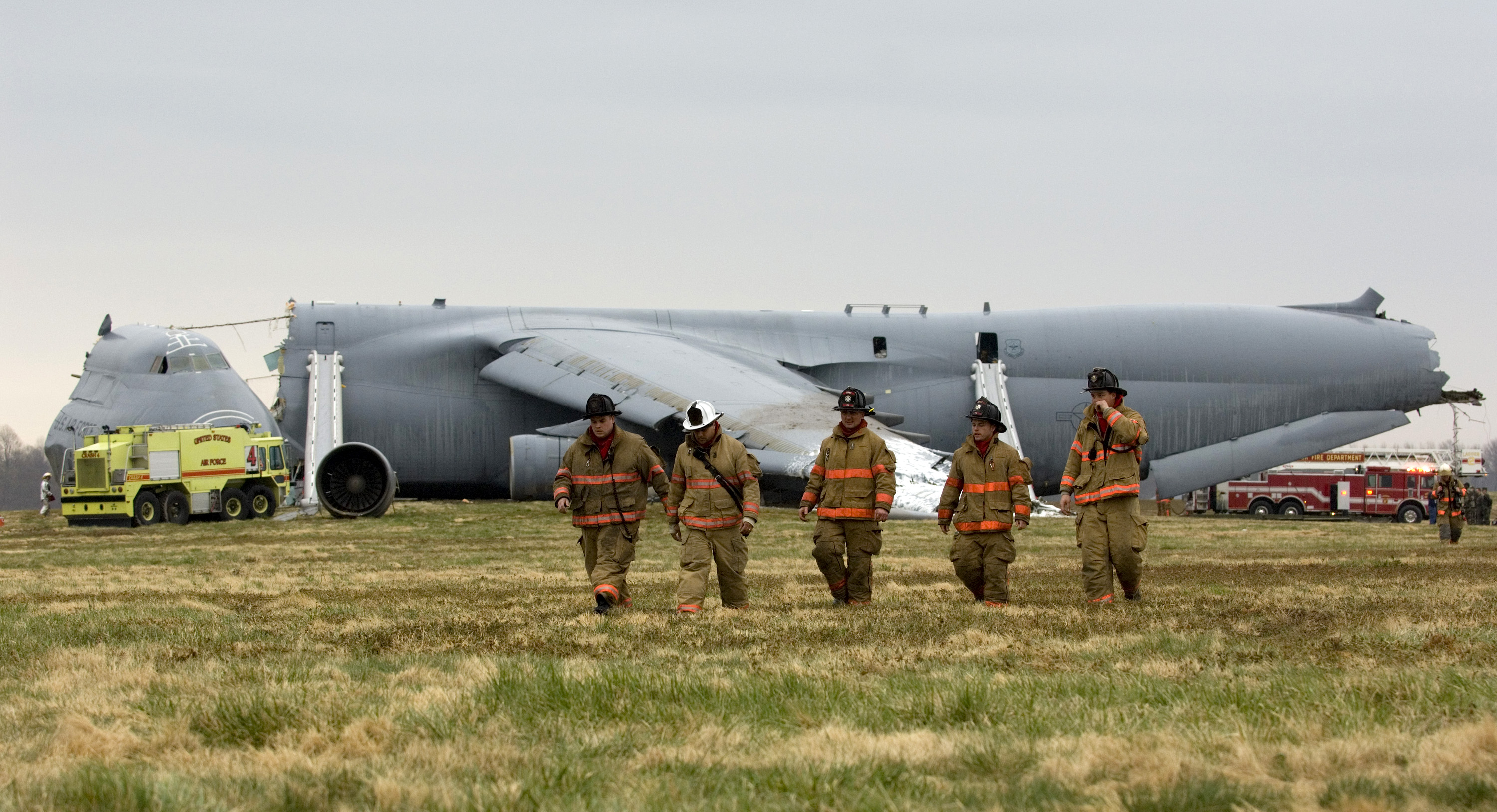
Le 6 avril 2006, l'avion militaire Lockheed C-5 Galaxy C-5B (84-0059) s'écrase sur la base de l'US Air Force de Dover (Delaware).

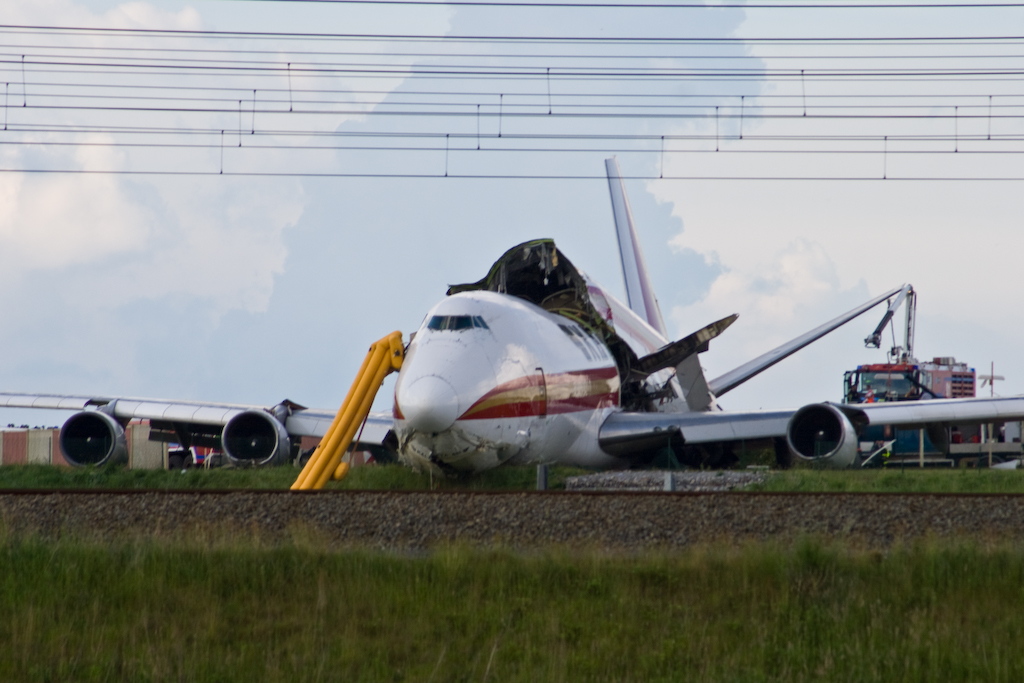
Le 25 mai 2008, un Boeing 747-200F Boeing 747-200F (N704CK) affrété par Kalitta Air a dépassé la piste et terminé sa course dans un champ en se coupant en deux.

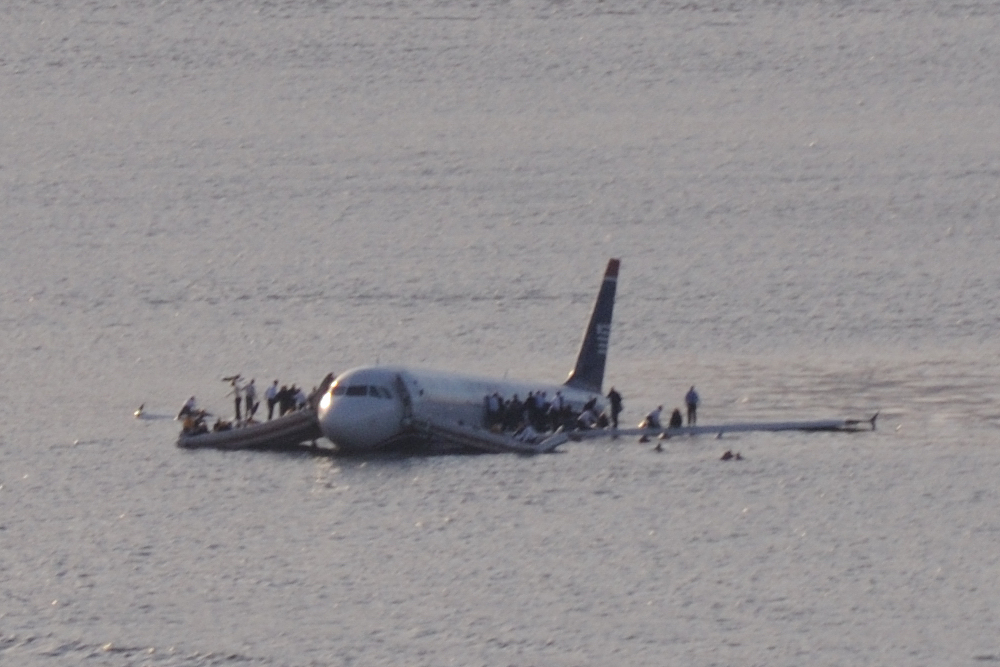
Vol 1549 US Airways dans l'Hudson, New York, États-Unis

## Historique
Le premier toboggan d’évacuation fut développé et produit par Air Cruisers, fondé par James F. Boyle, l’inventeur du gilet de sauvetage durant la Seconde Guerre mondiale. Avant d’être gonflables, certains appareils utilisaient une technologie basée sur le montage par l’équipage d’une toile tendue au moyen de bras métalliques. On retrouve encore ce type de technologie sur certains avions russes.
On retrouve des brevets déposés pour ces technologies dès les années 60,,,.

## Description

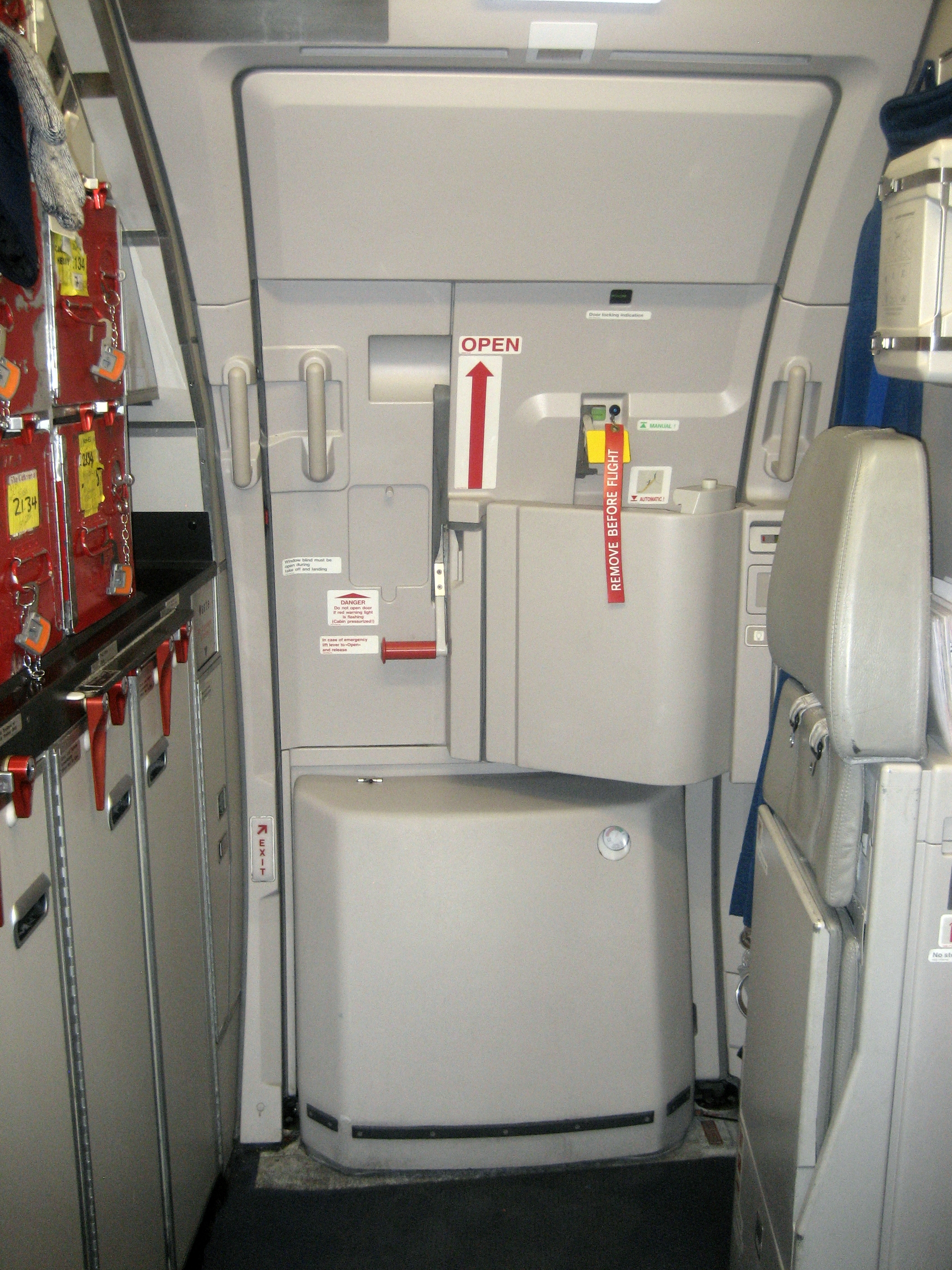
Porte 2L (arrière gauche) d'un avion Airbus A320 appartenant à la compagnie EasyJet. On peut voir en bas de la porte la trappe du toboggan d'évacuation, le levier d'armement, le levier d'ouverture, un siège d'équipage et sur la gauche un coin cuisine.

Les toboggans gonflables sont rangés dans la partie inférieure de la porte, celle qui se situe plus ou moins en saillie à l’intérieur de l’avion selon les dimensions de la porte.
Toutefois, sur des appareils de conception récente, tels que l’Airbus A380, le Boeing 747-8 et l’Airbus A321, certains toboggans se situent dans un contenant situé sous la porte en elle-même. Pendant le déploiement, c’est donc une partie du fuselage qui est éjectée.
Sur l’Airbus A380, un système innovant[Quand ?] développé par Goodrich Aircraft Interiors Product permet d’optimiser le déploiement de pieds au bas du toboggan afin que la partie inférieure de celui-ci touche le sol. Ce dispositif permet ainsi d’optimiser le déploiement du toboggan dans le cas de la perte d’un train d’atterrissage. À titre de comparaison, le Boeing 747 interdit l’ouverture des portes dont le toboggan ne touche pas terre, afin d’éviter des blessures aux passagers.

## Appareils sans toboggans
Des appareils tels que les Embraer ERJ-145 ou la famille CRJ de Bombardier ne possèdent pas de toboggans d’évacuation car toutes leurs issues sont à moins de 6 pieds du sol. Sur la porte d'entrée principale 1L, certains de ces avions possèdent des escaliers fixés à cette dernière.

## Toboggans au droit des ailes
Certains appareils possèdent des toboggans sur les portes principales de l'avion, mais n'ont pas de dispositifs sur les ailes, car lorsque les volets sont complètement abaissés, ces derniers sont suffisamment bas pour que les passagers puissent évacuer par cette voie en toute sécurité. Les avions concernés par ce type de disposition sont entre autres les Embraer 190, les Boeing 707, 717, 727 et 737.
Toutefois, d'autres appareils nécessitent l'utilisation de toboggans se déployant par-dessus l’aile lorsque la hauteur de celle-ci en justifie l’utilisation. Ces appareils disposent donc d’issues de secours au droit des ailes. Ce dispositif concerne notamment les 757, 767 et les Airbus A320.

En règle générale, ce type de toboggan ne peut être utilisé en cas d’amerrissage, car ils ne peuvent se détacher du fuselage pour former un radeau de survie ; de plus, ce système est désactivé de lui-même par l’aspiration d’eau au moment du gonflage du toboggan.
Une sortie débouchant sur l’aile de l’avion peut s’ouvrir de deux façons :
- La porte peut être ouverte en tirant sur une poignée depuis l’intérieur de l’avion, délogeant la porte de son encadrement vers l’extérieur de l’avion.

Certaines compagnies préfèrent placer ce type de porte directement sur le côté d’une rangée de sièges, tandis que d’autres recommandent de la placer au niveau d’un espace vide, de telle façon que la personne ouvrant la porte puisse disposer de suffisamment d’espace afin de tourner la porte et de la jeter le plus loin possible à l’extérieur de l’avion. 
Un système de gonflage manuel du toboggan peut se trouver sur la porte. La plupart des appareils possédant des sorties au niveau des ailes utilisent cette technologie.
- La porte peut aussi s’ouvrir d’elle-même via une charnière spéciale. La personne manœuvrant la porte n’a qu’à tirer sur une poignée qui libère la porte automatiquement.

Ce type de configuration fut élaboré après la catastrophe aérienne du Vol 28M British Airtours, qui a montré que la plupart des passagers avaient beaucoup de mal à comprendre et à manœuvrer correctement la porte, qui plus est en situation d’urgence. Cette conception se retrouve actuellement uniquement sur les Boeing 737 de dernière génération.

## Types de toboggans

### Toboggan simple
Un toboggan simple est nécessaire pour l’évacuation des passagers pour un accident sur la terre ferme. Toutefois, sa relative flottabilité peut permettre aux passagers de se maintenir à flot en supplément de leurs gilets de sauvetage. 
Les toboggans peuvent être à double ou simple ligne, en fonction de la largeur de la porte dont ils sont issus. Les toboggans à double ligne offrent ainsi un meilleur débit de personnes. La majorité des appareils gros porteurs utilisent ce type de toboggan.

### Toboggan convertible
Un toboggan convertible (sous entendu convertible en radeau) permet l’évacuation des passagers sur la terre ferme, mais permet aussi une évacuation maritime en se servant d’eux comme de radeaux. Les toboggans sont ainsi équipés d’une partie déployable servant à abriter les passagers, ainsi que des pagaies, des rations de survie, de l'eau potable … 
Les toboggans convertibles peuvent être éloignés de l’appareil en cas d’amerrissage, le plus souvent en deux étapes :
- La partie inférieure du seuil de porte peut être ouverte, et une poignée permet de libérer le toboggan, celui-ci restant toutefois attaché à l’appareil via une corde.
- La corde se détache d’elle-même si l’appareil sombre, elle peut être coupée par l’équipage avec le couteau spécial se trouvant dans le radeau.

Ces systèmes d'évacuation sont étudiés essentiellement pour les navires à passagers, ils sont la version maritime du système mis en place en aéronautique et répondent également à des normes, en particulier pour les navires à grande vitesse.

### Rampe
Une rampe est un toboggan dont la particularité est de posséder une plate-forme avant le toboggan proprement dit. Cette plate-forme permet de donner un angle au toboggan par rapport au fuselage, afin d’éviter dans la plupart des cas la proximité d’un moteur.
Ce type de technologie est utilisé sur les toboggans au droit des ailes des Airbus A310, A320, A340-600, A380 et des Boeing 747, 757 et 767.

### Rampe de queue
Ce type de toboggan, particulier, est utilisé sur les Douglas DC-9, MD-80 et Boeing 717. Il consiste en une rampe se déployant à l’arrière de l’avion, après l’éjection du cône de queue par l’équipage, faisant suite à l’ouverture de la cloison arrière par ce dernier. Là encore, un dispositif d’éjection manuel seconde le système automatique en cas de défaillance de ce dernier.

## Fonctionnement

### Technologie
Le gonflage des toboggans se fait grâce à des gaz sous pression neutre (diazote et dioxyde de carbone) stockés dans des réservoirs de 1 à 15 litres à une pression d’environ 200 bars.
Les réservoirs d’air sont fabriqués en matériaux composites (aluminium et fibre de verre) afin d’éviter l’explosion de ceux-ci en cas de crash violent.
Des tiges rigides empêchent la déviation du toboggan par temps venteux (jusqu’à 50 km/h) lors de son déploiement.

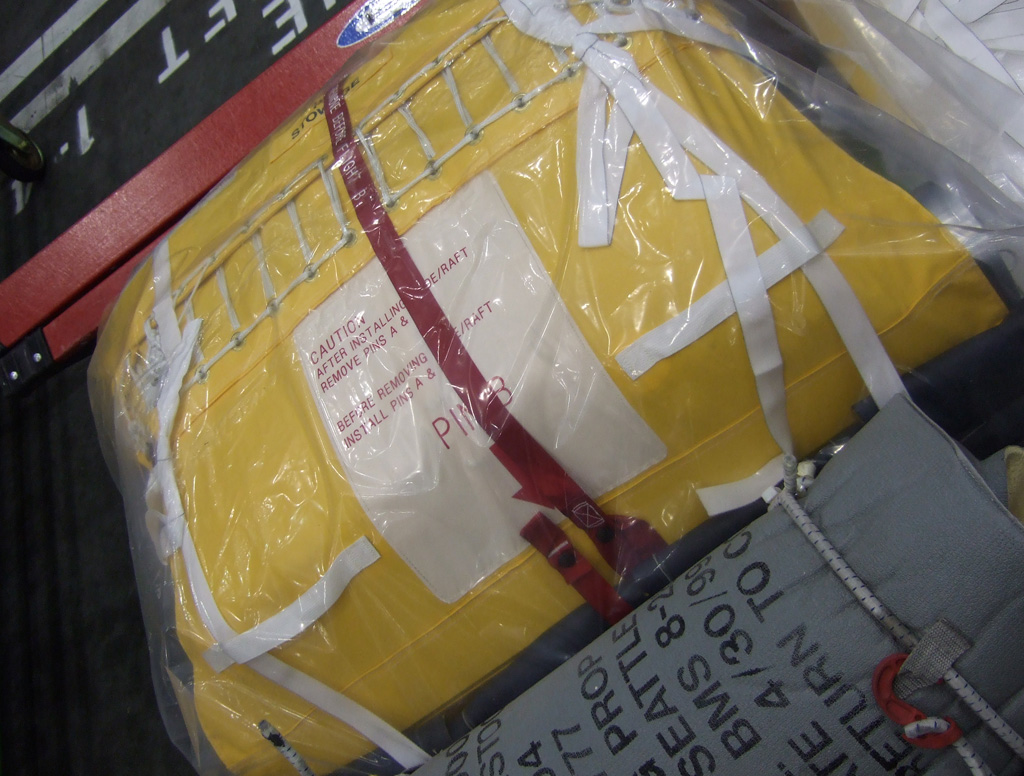
Toboggan encore emballé

### Déploiement par l’équipage
Avant le démarrage des moteurs, une annonce du chef de cabine donne l’ordre à l’équipage en cabine de passer les toboggans en mode « armé » ou « de vol ». Ainsi, chez Air France, l’annonce en cabine est « PNC aux portes, armement des toboggans, vérification de la porte opposée ».

Chaque porte et sa symétrique sont à la charge d’un membre du personnel, qui est responsable de l’ouverture de celle-ci en cas d’évacuation.
Lorsque l’ouverture d’une porte en position « armée » est amorcée, un dispositif pneumatique ou électrique peut prendre le relais pour aider la personne à ouvrir la porte, le toboggan tombe par gravité une fois la porte totalement ouverte, ce qui entraîne la libération de gaz sous pression qui gonfle le dispositif.
Le gonflement peut se faire de façon manuelle par l’équipage en cas d’échec de cette procédure.
Les passagers sont également tenus de connaître le fonctionnement des toboggans d’évacuation, afin d'être capable d’opérer une ouverture de porte en cas de défaillance de l’équipage. Sur certains types d’avions, la responsabilité de l’ouverture des portes situées au droit des ailes incombe aux passagers assis à côté de celles-ci. 
L’équipage est à la disposition de ces personnes pour leur expliquer la marche à suivre pour ouvrir la porte. Certaines compagnies vont jusqu’à faire signer une décharge de responsabilité aux passagers concernés.
Des informations sont à la disposition des autres passagers sur les cartes de consigne de sécurité.

### Consignes aux passagers
- Dès que le passager est assis à son siège, ce dernier doit repérer et connaître la position de la porte la plus proche de lui.
- Repérer également d’autres sorties proches, car celle repérée initialement peut être l’objet d’un dysfonctionnement et ne pas s’ouvrir.
- Les personnes portant des talons hauts sont invitées à les retirer durant les phases de décollage et d’atterrissage, ces derniers pouvant occasionner de graves blessures et entraver les voies d’évacuation, voire endommager les toboggans.
- Au signal de l’évacuation, ne surtout pas perdre de temps. Des rampes lumineuses s’allumeront pour guider les passagers jusqu’aux portes. Laisser impérativement les bagages à main en cabine, et se diriger aussi rapidement que possible vers la porte la plus proche.
- Sauter sans réfléchir dans le toboggan, et placer sa tête dans ses jambes, bras croisés dessus pour éviter tout risque de brûlure.
- Dégager rapidement la zone de réception, et s’éloigner aussi vite que possible de l’appareil.